# أخلاقيات المحاسبة
المحاسبة الأخلاقية هي في المقام الأول من مجال الأخلاقيات التطبيقية وهو جزء من أخلاقيات العمل وأخلاق الإنسان، دراسة القيم الأخلاقية والأحكام التي تنطبق على المحاسبة. وهذا مثال من الأخلاقيات المهنية. المحاسبة عرفت من قبل Luca Pacioli، وتوسعت لاحقا من قبل الحكومة والجماعات والمنظمات المهنية (شركات مستقلة). الأخلاق هي التي تدرس في الدورات المحاسبية في مؤسسات التعليم العالي وكذلك من خلال شركات تدريب المحاسبين ومدققي الحسابات.
بسبب مجموعة متنوعة من خدمات المحاسبة وحالات انهيار الشركات، توجه الاهتمام إلى المعايير الأخلاقية المقبولة في مهنة المحاسبة. هذه الانهيارات أدى إلى تجاهل واسع النطاق لسمعة مهنة المحاسبة. لمكافحة النقد ومنع الاحتيال المحاسبي، المحاسبية المختلفة المنظمات والحكومات قد وضعت اللوائح لتحسين الأخلاق بمهنة المحاسبة.

## أهمية الأخلاق
طبيعة العمل التي نفذت من قبل المحاسبين ومدققي الحسابات يتطلب مستوى عال من الأخلاق. المساهمين المحتملين والمساهمين وغيرهم من مستخدمي البيانات المالية تعتمد بشكل كبير على البيانات المالية السنوية للشركة كما يمكن استخدام هذه المعلومات لاتخاذ قرار مستنير حول الاستثمار. فهي تعتمد على رأي من المحاسبين الذين أعدت البيانات، وكذلك مراجعي الحسابات على أن يتم التحقق من ذلك، إلى تقديم صورة حقيقية وعادلة الشركة. علم الأخلاق يمكن أن تساعد المحاسبين والمراجعين للتغلب على المعضلات الأخلاقية، مما يسمح الخيار الصحيح أنه على الرغم من أنه قد لا تستفيد الشركة، وسوف يستفيد منها الجمهور الذي يعتمد على محاسب/مدقق الحسابات المشمولة بالتقرير.
معظم البلدان المختلفة تُركز على إنفاذ قوانين المحاسبة. في ألمانيا، المحاسبة يحكمه «قانون الضرائب». في السويد، من «قانون المحاسبة». وفي المملكة المتحدة، بموجب «قانون الشركات». بالإضافة إلى البلدان لديهم منظماتهم الخاصة التي تنظم المحاسبة. على سبيل المثال، السويد لديها Bokföringsnämden (BFN - مجلس معايير المحاسبة)، إسبانيا معهد Comtabilidad y والصالات الكبيرة de Cuentas (مكافحة الفساد)، الولايات المتحدة بمعايير المحاسبة المالية (معايير المحاسبة المالية).

## التاريخ
Luca Pacioli، «الأب للمحاسبة»، كتب في اخلاق المحاسبة في كتابه الأول الخلاصة دي arithmetica, geometria, proportioni, et proportionalitaالتي نشرت في عام 1494. المعايير الأخلاقية منذ ذلك الحين تم تطويرها من خلال المجموعات الحكومية والمنظمات المهنية شركات مستقلة. هذه المجموعات المختلفة أدت لدى المحاسبين اتباع عدة مدونات لأداء واجباتهم في بيئة عمل احترافية. يجب على المحاسبين متابعة مدونة الأخلاقيات التي حددتها الهيئة المهنية التي هو عضو فيها. الولايات المتحدة الأمريكية محاسبة الجمعيات مثل جمعية المحاسبين الحكوميين، معهد مراجعي الحسابات الداخليين، الوطني، جمعية المحاسبين جميع مدونات الأخلاقيات والعديد من المحاسبين أعضاء واحدة أو أكثر من هذه المجتمعات.
في عام 1887 من قبل الجمعية الأمريكية للمحاسبين العموميين (عمتي) بل كان الخطوة الأولى في تطوير الاحتراف في الولايات المتحدة المحاسبة الصناعة. قبل عام 1905، AAPA أول مدونات صيغت لتثقيف أعضائها. خلال الذكرى العشرين الاجتماع في تشرين الأول / أكتوبر 1907، الأخلاقيات هذا المؤتمر من بين أعضائه. نتيجة المناقشات قائمة الأخلاقيات المهنية تأسست في المنظمة اللوائح. ومع ذلك، لأن عضوية المنظمة الطوعية، فإن الجمعية لا يمكن أن تتطلب من الأفراد أن تتفق مع واقترح السلوكيات. المحاسبية الأخرى والمنظمات مثل إلينوي معهد المحاسبين أيضا متابعة النقاش على أهمية أخلاقيات الميدان. AAPA تم تغيير اسمها عدة مرات طوال تاريخها، قبل أن يصبح المعهد الأمريكي للمحاسبين القانونيين (AICPA) كما يسمى اليوم. AICPA وضعت خمسة أقسام المبادئ الأخلاقية أعضائه أن متابعة: «الاستقلال والنزاهة والموضوعية»; «الكفاءة والمعايير التقنية»; «مسؤوليات العملاء» و«المسؤوليات الزملاء»، وكذلك «مسؤوليات أخرى والممارسات». كل من هذه الأقسام قدمت مبادئ توجيهية بشأن كيفية محاسب قانوني معتمد (CPA) ينبغي أن تتصرف كما المهنية. عدم الامتثال للمبادئ التوجيهية يمكن أن تسبب محاسب إلى أن منع من ممارسة. عند وضع المبادئ الأخلاقية، AICPA يعتبر أيضا كيف يمكن للمهنة أن ينظر إليها من قبل أولئك خارج المحاسبة الصناعة.

## تعليم الأخلاق
دورات في هذا الموضوع قد نمت بشكل ملحوظ في العقدين الماضيين. تعليم المحاسبين عن الأخلاق يمكن أن تنطوي على لعب دور مهم، المحاضرات ودراسات الحالة، وكذلك وسائل أخرى. تشير الدراسات الأخيرة إلى أن ما يقرب من جميع الكتب المحاسبية لها لمسات لتعليم الأخلاق احيانا. في عام 1993، أول مركز الولايات المتحدة أن تركز على دراسة الأخلاق في مهنة المحاسبة افتتح في جامعة بينغهامتون. ابتداء من عام 1999, الولايات المتحدة العديد من الدول بدأت تتطلب مواد الأخلاق قبل اتخاذ امتحان CPA.
سبعة أهداف لتعليم الأخلاقيات المحاسبية
- ربط التعليم المحاسبي بالقضايا الأخلاقية.
- الاعتراف بقضايا المحاسبة التي لها آثار أخلاقية.
- تطوير «شعور الالتزام الأخلاقي» أو المسؤولية.
- تطوير القدرات اللازمة للتعامل مع الصراعات الأخلاقية أو المعضلات.
- تعلم كيفية التعامل مع عدم اليقين من مهنة المحاسبة.
- «تعيين الطريق ل» تغيير في السلوك الأخلاقي.
- نقدر ونفهم تاريخ وتكوين جميع جوانب أخلاقيات المحاسبة وعلاقتها مع المجال العام للأخلاقيات. -Stephen E. لوب
- وبالإضافة إلى ذلك، فإن التعليم من شأنه أن يساعد على تعزيز الطلاب القيم الأخلاقية وحثهم على منع الآخرين من اتخاذ قرارات غير أخلاقية.[1] ويرى النقاد أن الفرد الأخلاقية أو لا، وهذا تدريس الأخلاقيات الحال من شأنه أن يخدم أي غرض.[17] على الرغم من المعارضة، تعليمات بشأن المحاسبة الأخلاق من الجامعات والمؤتمرات وقد شجعت المنظمات المهنية وشركات المحاسبة.[18] المحاسبة التعليم تغيير لجنة (AECC) وقد دعا الطلاب إلى «معرفة وفهم أخلاقيات المهنة وتكون قادرة على تقديم قيمة على أساس الأحكام.»[19]

فيليب جي كوتل القول أنه من أجل دعم قوة الأخلاق، محاسب «يجب أن يكون شعور قوي من القيم القدرة على التفكير في الحالة لتحديد الآثار الأخلاقية، والالتزام برفاه الآخرين.» Iris ستيوارت توصي الأخلاقيات نموذج يتكون من أربع خطوات: المحاسب يجب أن ندرك أن معضلة أخلاقية تحدث وتحديد الأطراف التي من شأنها أن تكون مهتمة في نتائج معضلة تحديد البدائل وتقييم تأثيرها على كل بديل على الأطراف المعنية؛ ومن ثم اختيار البديل الأفضل.

## الفضائح المحاسبية
المحاسبة الأخلاقيه تعتبر من الصعب السيطرة على مثل المحاسبين والمراجعين يجب النظر في المصلحة العامة (التي تعتمد على المعلومات التي تم جمعها في المراجعات) مع ضمان ظلت تستخدمها الشركة فهي التدقيق. يجب النظر في كيفية تطبيق أفضل المعايير المحاسبية حتى عندما تواجه مع القضايا التي يمكن أن تسبب الشركة لمواجهة خسارة كبيرة أو حتى وقفها. بسبب العديد من الفضائح المحاسبية خلال المهنة النقاد من المحاسبين وقد ذكر أنه عندما طلب من قبل العميل «ماذا اثنين زائد اثنين تساوي؟» محاسب سيكون عرضة للرد «ماذا تريد أن تكون؟». هذا الفكر جنبا إلى جنب مع غيرها من الانتقادات المهنة قضايا مع تضارب المصالح، أدت إلى مختلف زيادة معايير الاحتراف مؤكدا الأخلاق في بيئة العمل.
دور المحاسبين أمر بالغ الأهمية في المجتمع. المحاسبين بمثابة صحفيين ماليين،
وسطاء في أسواق رأس المال مدين الأساسي الالتزام بالمصلحة العامة. على
المعلومات التي تقدم حاسم في مساعدة المديرين والمستثمرين وغيرهم في القرارات الاقتصادية الحرجة
قرارات. وعليه الأخلاقية مخالفات من قبل المحاسبين يمكن أن تكون ضارة على المجتمع، مما أدى إلى عدم الثقة من قبل الجمهور وتعطيل كفاءة سوق رأس المال العمليات.
من 1980s إلى هذا كانت هناك عدة الفضائح المحاسبية التي كانت على نطاق واسع من قبل وسائل الإعلام أدى إلى اتهامات بالاحتيال، حماية من الإفلاس وطلبات إغلاق الشركات وشركات المحاسبة. فضائح كانت نتيجة المحاسبة الإبداعية، مضللة التحليل المالي، وكذلك الرشوة. العديد من الشركات لديها مشاكل مع الاحتيالية الممارسات المحاسبية، بما في ذلك نجان يد البنك، Phar-Mor, وورلدكوم، AIG. واحدة من الأكثر على نطاق واسع انتهاك المحاسبة الأخلاق تشارك شركة إنرون، شركة متعددة الجنسيات، التي لعدة سنوات لم تظهر صحيحة أو عادلة عرض بياناتها المالية. مراجعهم آرثر أندرسن، شركة محاسبة تعتبر واحدة من «الخمسة الكبار», وقع على صحة الحسابات على الرغم من عدم الدقة في البيانات المالية. عندما أنشطة غير أخلاقية تم الإبلاغ عنها، ليس فقط لم انرون حل ولكن آرثر أندرسن أيضا خرجت من قطاع الأعمال. شركة انرون خسر المساهمين بقيمة25 مليار دولار نتيجة إفلاس الشركة. على الرغم من أن جزءا ضئيلا فقط من آرثر أندرسون الموظفين كانوا متورطين في فضيحة إغلاق الشركة أسفرت عن خسائر من 85، 000 وظيفة.

### الأسباب
الاحتيال المحاسبي يمكن أن تنشأ من مجموعة متنوعة من القضايا. هذه المشاكل عادة ما تأتي إلى النور في نهاية المطاف، يمكن أن تدمر ليس فقط الشركة ولكن أيضا مراجعي الحسابات لعدم اكتشاف أو الكشف عن الأخطاء. العديد من الدراسات اقترحت أن الشركة ثقافة الشركات وكذلك القيم التي تؤكد قد يغير سلبا محاسب السلوك. هذه البيئة يمكن أن تسهم في تدهور القيم الأخلاقية التي تم تعلمها من الجامعات.
حتى عام 1977، قواعد الأخلاق تمنع المحاسبة والمراجعة الشركات من الإعلان للعملاء. عندما القواعد ورفعت الإنفاق من قبل أكبر شركات CPA على الإعلانات ارتفعت من الولايات المتحدة$4 مليون دولار في عام 1980 إلى أكثر من $100 مليون دولار في 2000s. النقاد ادعى أنه من خلال السماح للشركات للإعلان الجانب التجاري تجاوزت الجانب المهني للمهنة، مما أدى إلى تضارب في المصالح. هذا التركيز المسموح به من حالات الاحتيال، وتسبب في الشركات وفقا Apj , «... لتقديم الخدمات التي قدمت لهم المزيد من المستشارين والمستشارين الأعمال من مراجعي الحسابات.» كما شركات المحاسبة أصبحت أقل اهتماما في أقل دفع التدقيق بسبب التركيز العالي في كسب خدمات مثل الاستشارات، نشأت مشاكل. هذا التجاهل وعدم وجود الوقت المستغرق في عمليات التدقيق أدى إلى عدم الاهتمام اصطياد الإبداعية والاحتيال المحاسبة.
عام 2007 في المادة الإدارية التدقيق مجلة تحديد رأس تسعة العوامل التي ساهمت في الفشل الأخلاقي للمحاسبين استنادا إلى دراسة استقصائية من 66 عضوا من الاتحاد الدولي للمحاسبين. العوامل (في أمر من أهم): «المصلحة الذاتية، وعدم الحفاظ على الموضوعية والاستقلال، غير لائق على الحكم المهني وانعدام الأخلاقيات غير لائق القيادة وسوء الثقافة، عدم تحمل الدعوة التهديدات نقص في الكفاءة، عدم التنظيمية ودعم الأقران، وعدم وجود هيئة مهنية الدعم.» أهم عامل المصلحة الذاتية، هو الدافع من قبل محاسب للعمل في له/لها مصلحة أو عندما تواجه تضارب في المصالح. على سبيل المثال، إذا كان مراجع الحسابات لديها مشكلة مع الحساب هو/هي المراجعة، ولكن يتلقى حوافز مالية تجاهل هذه القضايا، مراجع الحسابات قد فعل غير أخلاقي.

#### المبادئ والقواعد
على معايير التقارير المالية الدولية (IFRS) المعايير والتفسيرات التي وضعها مجلس معايير المحاسبة الدولية، التي هي المبدأ. المعايير المستخدمة من قبل أكثر من 115 البلدان أو المناطق بما في ذلك الاتحاد الأوروبيوأستراليا وهونغ كونغ. الولايات المتحدة مبادئ المحاسبة المقبولة عموما (GAAP)، معيار إطار المبادئ التوجيهية المحاسبة المالية إلى حد كبير على أساس القاعدة. النقاد إن القواعد على أساس مبادئ المحاسبة المقبولة عموما مسؤولة جزئيا عن عدد من الفضائح أن الولايات المتحدة عانت. مبادئ النهج القائم على الرصد يتطلب أكثر مهنية من الحكم القائم على القواعد النهج.
هناك العديد من أصحاب المصلحة في العديد من البلدان مثل الولايات المتحدة الذين التقرير عدة مخاوف في استخدام القواعد القائمة على المحاسبة. وفقا للدراسات الأخيرة، ويعتقد الكثيرون أن النهج القائم على المبادئ في التقارير المالية من شأنه تحسين ليس فقط ولكن أيضا دعم مراجع الحسابات عند التعامل مع العميل الضغط. ونتيجة لذلك، التقارير المالية يمكن أن ينظر إليه مع الإنصاف والشفافية. عندما كانت الولايات المتحدة تحولت إلى معايير المحاسبة الدولية، وهي تتألف من أن هذا من شأنه إحداث تغيير. لكن الجديد رئيسة المجلس الأعلى للتعليم يأخذ على نظام الانتقال يجلب أقوى مراجعة حول إيجابيات وسلبيات قائم على قواعد المحاسبة. في حين أن التحرك نحو المعايير الدولية تقدم، هناك كمية صغيرة من البحوث التي تبحث في تأثير المبدأ على أساس المعايير في مراجع عملية صنع القرار. وفقا 114 تدقيق الخبراء، معظم هم على استعداد للسماح للعملاء إدارة صافي الدخل على أساس القواعد المستندة إلى المعايير. هذه النتائج تقدم فكرة ثانية، المجلس الدولي لمعايير المحاسبة ومعايير المحاسبة المالية في وزنها الحجج في مناقشة المبادئ - مقابل القواعد القائمة على المحاسبة.
معايير الإبلاغ المالي الدولية على أساس «والفهم والصلة الموثوقية والقابلية للمقارنة». منذ المعايير لم يتم اعتمادها من قبل جميع البلدان، هذه الممارسات لا تجعل المعايير الدولية قابلة للتطبيق في العالم المجال. ولا سيما الولايات المتحدة لم تتفق ولا يزال يستخدم مبادئ المحاسبة المقبولة عموما مما يجعل المقارنة بين المبادئ والقواعد الصعبة. في آب / أغسطس 2008، للأوراق المالية والبورصات (SEC) اقترحت الولايات المتحدة التحول من مبادئ المحاسبة المقبولة عموما إلى المعايير الدولية، ابتداء من عام 2014.

### الردود على الفضائح
منذ كبرى الفضائح المحاسبية الجديدة الإصلاحات والأنظمة ويدعو إلى زيادة التعليم العالي اتخذت لمكافحة مخاطر سلوك غير أخلاقي. عن طريق تثقيف المحاسبين على الأخلاق قبل دخول سوق العمل، مثل التعليم العالي أو التدريب الأولي في الشركات، ويعتقد أنها سوف تساعد على تحسين مصداقية مهنة المحاسبة. شركات المحاسبة المؤسسات إلى توسيع نطاق مساعداتها مع المعلمين من خلال توفير مواد تعليمية مساعدة الأساتذة في تعليم الطلاب.
لوائح جديدة ردا على الفضائح تشمل قانون الشركات برنامج الإصلاح الاقتصادي لعام 2004 في أستراليا وكذلك ساربينز-أوكسلي لعام 2002، التي وضعتها الولايات المتحدة. ساربينز-أوكسلي حدود مستوى العمل الذي يمكن القيام بها من قبل شركات المحاسبة. وبالإضافة إلى ذلك، فإن القانون وضع حد على رسم أي شركة يمكن أن يحصل من العميل كنسبة مئوية من إجمالي الرسوم. هذا يضمن أن الشركات لا تعتمد اعتمادا كليا على شركة واحدة على الدخل، على أمل أن أنها لا تحتاج إلى قانون أخلاقي للحفاظ على دخل ثابت. كما يحمي القانون المخبرين ويتطلب من الإدارة العليا في الشركات العامة أن يوقع على دقة الشركة في السجلات المحاسبية. في عام 2002 خمسة أعضاء من الهيئة العامة مجلس الرقابة (POB), والتي أشرف الأخلاق في مهنة المحاسبة، استقال بعد النقاد اعتبر المجلس غير فعالة وثانية المقترحة النامية لوحة جديدة، شركة المحاسبة العامة مجلس الرقابة (PCAOB). PCAOB تم تطويره من خلال القانون محل POB.
في عام 2003 في الاتحاد الدولي للمحاسبين (IFAC) صدر تقرير بعنوان إعادة بناء الثقة في التقارير المالية: منظور دولي. من خلال دراسة الشركة الدولية ينهار نتيجة القضايا المحاسبية، تحديد مجالات التحسين داخل المؤسسات وكذلك التوصيات للشركات لتطوير أكثر فعالية والأخلاقيات. وأوصى التقرير أيضا أن الشركات تسعى الخيارات التي من شأنها تحسين التدريب والدعم حتى المحاسبين أن أفضل التعامل مع المعضلات الأخلاقية.
جهد تعاوني من قبل أعضاء التنظيمية المالية الدولية المجتمع بقيادة ميشال برادا، رئيس الفرنسية للأسواق المالية، مما أدى إلى إنشاء المصلحة العامة مجلس الرقابة (للإشراف على المصلحة العامة) في 1 آذار / مارس 2005.
فإن للإشراف على المصلحة العامة توفر الرقابة من الاتحاد الدولي للمحاسبين معايير وضع لوحات: التدقيق الدولية ومعايير الجودة المجلس (يعمل المجلس الدولي)، المحاسبة الدولية معايير التعليم متن (IAESB) والأخلاقيات الدولية مجلس معايير للمحاسبين (IESBA).
أحدث إصلاح دخل حيز التنفيذ في تموز / يوليه عام 2010 عندما وقع الرئيس أوباما «دود-فرانك إصلاح وول ستريت وحماية المستهلك القانون». قانون يغطي مجموعة واسعة من التغييرات. أبرز التشريعات حماية المستهلك مع السلطة والاستقلال، ينتهي أكبر من أن تفشل إنقاذ، إنذار مسبق منظومة الشفافية والمساءلة الغريبة صكوك التعويض التنفيذي وإدارة الشركات، ويحمي المستثمرين، تطبق الأنظمة على الكتب. التشريع أسفرت أيضا عن مكتب المبلغين، التي أنشئت لإدارة المجلس الأعلى للتعليم المبلغين البرنامج. أذن الكونغرس المجلس الأعلى للتعليم على تقديم مكافآت مالية للمبلغين الذين يأتون إلى الأمام مع المعلومات التي من النتائج في الحد الأدنى من $1,000,000 جزاء. المكافآت بين 10% و30% من كمية الدولار التي تم جمعها. المخبرين تساعد في تحديد الاحتيال وغيرها من سلوكيات غير أخلاقية في وقت مبكر. والنتيجة هي أقل ضررا المستثمرين بسرعة عقد المجرمين المسؤولين، للحفاظ على سلامة الأسواق الأمريكية.

## المزيد من القراءة
- أرمسترونج ماري بيث. الأخلاقيات المهنية للمحاسبين القانونيين. طومسون الجنوبية الغربية، 1993. (ردمك 0-538-82301-1).
- كاري جون ل الأخلاقيات المهنية المحاسبة العامة. نيويورك: أرنو الصحافة عام 1980. (ردمك 0-405-13506-8).
- كاري جون وليام O. دوهرتي. المعايير الأخلاقية لمهنة المحاسبة. نيويورك: إكليل Pub., 1986. (ردمك 0-8240-7877-2).
- Cheffers، مارك. مايكل Pakaluk. فهم المحاسبة الأخلاق. ألين ديفيد الصحافة، 2007. (ردمك 0-9765280-0-2).
- Cottell الابن، فيليب ج. تيري M. بيرلين. المحاسبة الأخلاق: دليل عملي للمهنيين. نيويورك: النصاب الكتب، 1990. (ردمك 0-89930-401-X).
- ديفيس، مايكل. أندرو ستارك. تضارب المصالح في المهن. Oxford: Oxford University Press, 2001. (ردمك 0-19-512863-X).
- الرجل دان M. D. R. كارمايكل، ليندا أ. Lach. لأخلاقيات المركز: اجتماع التوقعات في الأوقات الصعبة. Hoboken, NJ: Wiley, 2003. (ردمك 0-471-27176-4).
- هوفمان، جورج مايكل. أخلاقيات المحاسبة والمالية: الثقة والمسؤولية والرقابة. Westport, CT: النصاب الكتب، 1996. (ردمك 0-89930-997-6).
- مطاحن دانيال كوين. عجلة، صفقة، وسرقة: الخادعة المحاسبة مخادع المديرين التنفيذيين، وعدم فعالية الإصلاحات. Upper Saddle River, NJ: FT/Prentice Hall, 2003. (ردمك 0-13-140804-6).
- ويليامز، J., and R. إلسون. «تحسين الأخلاقية التعليم في برنامج المحاسبة: المفهوم الحال.» أكاديمية القيادة التربوية مجلة 14.4 (2010): 107-116. أبي/إعلام عالمية، بروكويست. ويب. 30 Oct. 2011.

## وصلات خارجية
- التقارير المالية في مجلس المملكة المتحدة المستقل المنظم الذي يبدو في الشركة والإبلاغ الحكم